# Pyrenopeziza laricina
Pyrenopeziza laricina är en svampart som beskrevs av Rehm 1881. Pyrenopeziza laricina ingår i släktet Pyrenopeziza, ordningen disksvampar, klassen Leotiomycetes, divisionen sporsäcksvampar och riket svampar.  Utöver nominatformen finns också underarten microsperma.